# Bulaboc Point
Bulaboc Point est une pointe située aux Philippines. Elle est située dans la municipalité de Malay, la province d’Aklan et la région des Visayas occidentales,, dans la partie centrale du pays, à 300 km au sud de la capitale, Manille.
Le terrain à Bulaboc Point est principalement plat, mais au nord, il est vallonné. Son point culminant culmine à 91 mètres de haut et il est situé à 1,1 km au sud-ouest de Bulaboc Point. La grande ville la plus proche est Balabag, à 1,7 km au sud-ouest de Bulaboc Point. 
La population est de 369 personnes. Le climat est tropical tempéré. La température moyenne sur l’année est de 24° C. Le mois le plus chaud est mai, avec 27° C de moyenne, et le mois de janvier le plus froid, avec 22° C de moyenne. Les précipitations moyennes sont de 4233 millimètres par an. Le mois le plus humide est juillet, avec 729 millimètres de précipitations, et le mois d’avril le plus sec, avec 109 millimètres